# 154 (Flugzeug)
Die 154 war ein in den 1950er Jahren entwickeltes deutsches Passagierflugzeug mit PTL-Antrieb. Es war nach der 152 und der 153 das dritte Projekt des Flugzeugbaus in der Deutschen Demokratischen Republik. Das vom VEB Flugzeugwerke Dresden (FWD) entwickelte Projekt wurde eingestellt, da die gleichzeitig entstandene Iljuschin Il-18 leistungsfähiger und in der Entwicklung weiter fortgeschritten war.

## Geschichte
Neben der Lizenzproduktion der Il-14 und der Entwicklung der 152 beschäftigte sich das Flugzeugwerk im Dresdner Stadtteil Klotzsche bereits frühzeitig mit der Entwicklung von Nachfolgemustern. Die 154 war für Strecken mit großer Verkehrsdichte und Entfernungen von 2000 bis 3000 km gedacht. Sie sollte je nach Ausstattung 70 bis 108 Passagiere befördern. Mit einer maximalen Startmasse von 64,7 Tonnen war es das schwerste der in der DDR entwickelten Flugzeuge. Der Entwurf wurde im November 1955 fertiggestellt.
Bereits im ersten Entwurf wurde eine Realisierung des Projektes als „wahrscheinlich nicht notwendig“ bezeichnet, da sich in der Sowjetunion bereits die Il-18 mit nahezu gleichem Leistungsspektrum in einer fortgeschritteneren Entwicklungsphase befand. Das Projekt 154 war das erste des Flugzeugbaus in der DDR, das eingestellt wurde.

## Weitere Entwürfe
Nach dem Aus für die PTL-getriebene 154 wurde unter der gleichen Nummer die Idee eines Mittelstreckenflugzeugs mit vier TL-Triebwerken und gepfeilten Tragflächen entwickelt, das äußerlich der Boeing 707 ähnelte. Es sollte 47 bis 78 Passagiere befördern und eine Abflugmasse von 40 bis 44 Tonnen haben. Als Antrieb war zunächst das Pirna 014 vorgesehen, das im weiteren Verlauf durch das noch zu entwickelnde Pirna 020 ersetzt werden sollte.
Auch für eine Weiterentwicklung der 152 mit Tragflächenintegraltanks und Schubumkehr und/oder Schalldämpfern wurde die Bezeichnung 154 verwendet.
Keines dieser Projekte kam über ein frühes Entwurfsstadium hinaus.

## Konstruktion
Die 154 war als freitragender Tiefdecker in Schalenbauweise mit einer Tragflächenpfeilung von 11 Grad und einziehbarem Dreibeinfahrwerk mit Bugrad geplant. Die Hauptfahrwerke sollten je vier Räder erhalten. Für das Flugzeug war eine Druckkabine vorgesehen. Die vier PTL-Triebwerke vom Typ Pirna 018 sollten vor der Flügelnase in Motorgondeln aufgehängt werden und gegenläufige Propeller erhalten. Die Hauptfahrwerke sollten in die Verkleidung der inneren Triebwerke einziehen. Der Rumpf sollte einen kreisförmigen Querschnitt erhalten.

## Technische Daten
| Kenngröße             | Daten                                             |
| --------------------- | ------------------------------------------------- |
| Besatzung             | 6                                                 |
| Passagiere            | 70–108                                            |
| Länge                 | 41,20 m                                           |
| Spannweite            | 40,00 m                                           |
| Höhe                  | 11,50 m                                           |
| Flügelfläche          | 200 m²                                            |
| Flügelstreckung       | 8                                                 |
| max. Startmasse       | 64.700 kg                                         |
| Höchstgeschwindigkeit | 700 km/h                                          |
| Dienstgipfelhöhe      | 6000 m                                            |
| Reichweite            | 3000 km                                           |
| Triebwerk             | vier PTL Pirna 018 mit je 5000 PS Maximalleistung |
| Startrollstrecke      | 650 m                                             |
| Landerollstrecke      | 600 m                                             |